# Ignaz Rungaldier

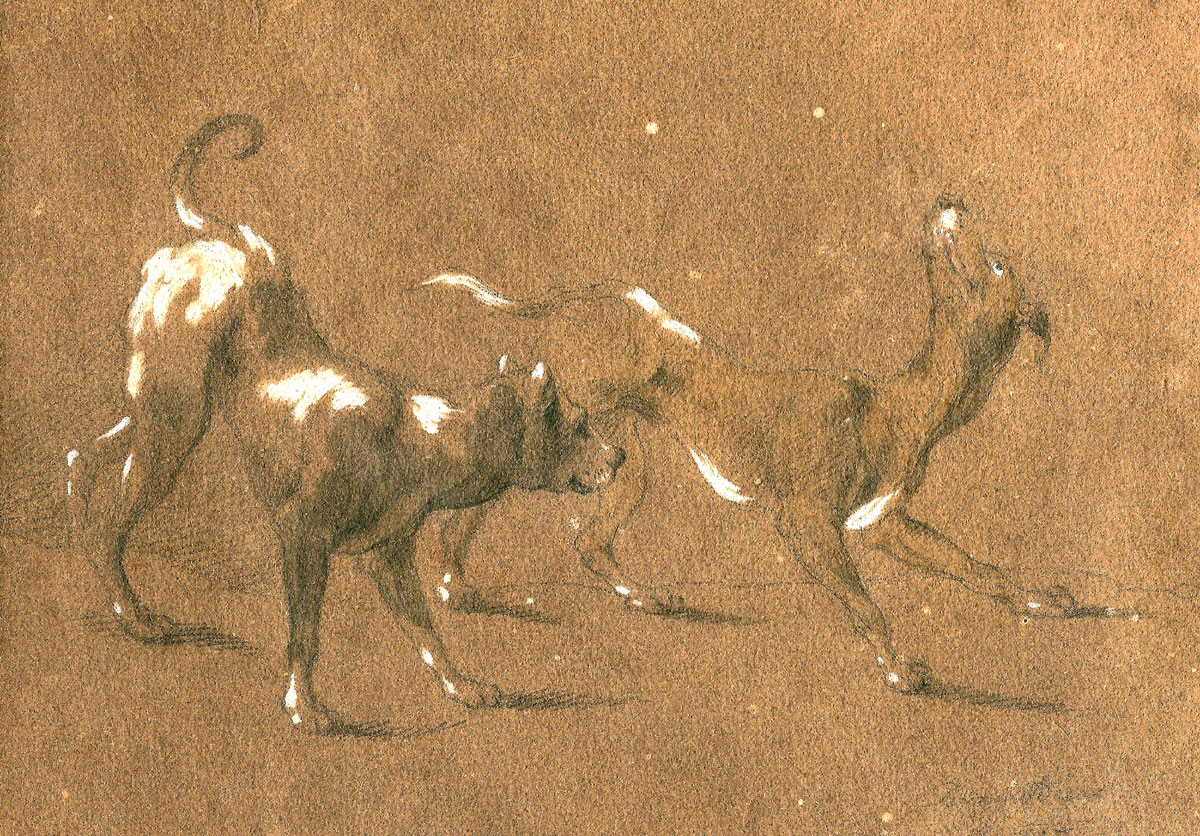
Ignaz Rungaldier: Jagdhunde, Bleistiftzeichnung weißgehöht, um 1830

Ignaz Rungaldier (* 9. Juli 1799 in Graz; † 20. November 1876 ebenda) war ein österreichischer Porträt- und Genremaler.

## Leben
Ignaz Rungaldier war Sohn des Johann Georg Rungaldier. Seine Familie stammte ursprünglich aus dem Grödental in Südtirol, war durch Gold- und Silberarbeiten bekannt und zog Ende des 18. Jahrhunderts nach Graz. Seinen ersten Zeichenunterricht erhielt er an der Grazer Zeichenschule bei Johann Veit Kauperz (1741–1816) und wurde wegen seiner Begabung schon 1817 auf der Wiener Akademie bei Vinzenz Georg Kininger (1767–1851) aufgenommen und verfeinerte sein Können in der Meisterklasse für Kupferstecher. In dieser Zeit wurde er fünfmal für seine Leistungen ausgezeichnet (1818, 1820, 1823 (2×), 1824) und entwickelte sich so zu einem bedeutenden österreichischen Kupferstecher und Schabkünstler.
Durch das verstärkte Aufkommen der Lithografie wandte sich Rungaldier bald dem neuen Verfahren zu und widmete sich ab 1825 der Miniaturmalerei unter dem Einfluss von Carl Josef Alois Agricola (1779–1852) und Johann Nepomuk Ender, dessen Werke er zunächst kopierte und später seinen Stil übernahm. Bis etwa 1836 blieb er in Wien, um danach in seine Heimatstadt Graz zurückzukehren.
Rungaldier war einer der gesuchtesten Porträtmaler der aristokratischen Gesellschaft im Biedermeier. Neben vielen feinen und detailgetreuen Porträts hat er auch in seinen frühen Jahren eine Zahl an romantischen Genre-, Landschafts- und Jagdszenen geschaffen. In vielen seiner Werke bedient er sich meisterlich grafischer Vervielfältigungstechniken wie des Kupferstichs, des Mezzotinto, aber auch der Lithografie. Seine Miniaturporträts sind oftmals als feine Aquarelle oder teilweise auch nur in Bleistift mit Weißhöhungen ausgeführt.
Seine Werke befinden sich heute in vielen Museen wie zum Beispiel im Grazer Joanneum und in der Österreichischen Galerie Belvedere.